# Eurínome (filla de Nisos)
D'acord amb la mitologia grega, Eurínome o Eurimede (en grec antic: Εὐρυνόμη 'Eurynome') o Εὐρυμήδη 'Eurymede'; (en llatí: Eurynŏme o Eurymēdē), va ser l'esposa de Glauc i la mare de Bel·lerofont. Era filla de Nisos, rei de Mègara, a qui els déus van convertir en àguila marina.
La seva història apareix en el Catàleg de les dones, on s'explica que la deessa Atena la va tutelar. Un dia, Sísif va arribar a la cort del rei Nisos i va oferir el seu fill Glauc a Eurínome perquè s'hi casés. Gràcies a la voluntat d'Atena, el casament es va dur a terme, encara que Zeus havia disposat que Sísif no tingués descendència a la terra. Posidó va aprofitar l'ocasió per a jaure-hi. De la unió del déu marí amb la princesa va néixer Bel·lerofont.